# Marcello Durante
Marcello Durante (Roma, 1º aprile 1923 – Roma, 19 luglio 1992) è stato un linguista e glottologo italiano.

## Biografia
Allievo di Antonino Pagliaro, Durante appartenne alla tradizione della scuola linguistica romana. Nel 1962 diventò professore ordinario di glottologia all'Università degli Studi di Palermo, si trasferì in seguito all'Università degli Studi di Perugia, e infine, nel 1973, alla Sapienza di Roma, dove insegnò accanto a Walter Belardi. Fu costretto a ritirarsi nel 1984 dall'insegnamento universitario per motivi di salute.
I suoi principali interessi furono rivolti all'indoeuropeistica, all'iranistica, alla linguistica storica, l'etimologia e i testi dialettologici. Alcune delle idee espresse in "Dal latino all’italiano moderno: saggio di storia linguistica e culturale", pubblicato nel 1981 e accolto all'uscita con freddezza dalla comunità scientifica, hanno goduto di maggior fortuna critica in tempi più recenti.

## Opere
- Le congruenze onomastiche italico-balcaniche e il loro valore storico, Isola del Liri, Tipografia Pisani, 1953;
- Prosa ritmica, allitterazione e accento nelle lingue dell'Italia antica, Roma, G. Bardi, 1958;
- Sulla lingua degli Elimi, Palermo, Banco di Sicilia, 1961;
- Un fenomeno di sostrato italico nei dialetti centromeridionali, Palermo, Montaina, 1962;
- Ricerche sulla preistoria della lingua poetica greca: l'epiteto, Roma, Accademia nazionale dei Lincei, 1962;
- Considerazioni intorno al problema della classificazione dell'etrusco, Parte prima, in Studi micenei ed egeo-anatolici, fascicolo settimo, Roma, Edizioni dell'Ateneo, 1968;
- I problemi dell'italico orientale, Perugia, Stab. Tip. "Grafica" di Salvi & C., in Annali della Facoltà di Lettere e Filosofia della Università degli Studi di Perugia, vol. VI (1968-1969), 1969, pp. 333–343;
- Avviamento alla grammatica storica italiana, Roma, Elia, 1970;
- Sulla preistoria della tradizione poetica greca, Parte I Continuità della tradizione poetica dall'età micenea ai primi documenti, Roma, Edizioni dell'Ateneo, 1971;
- Sulla preistoria della tradizione poetica greca, Parte II Risultanze della comparazione indoeuropea, Roma, Edizioni dell'Ateneo, 1976;
- Evoluzione storica del rapporto tra lingua e dialetti in Italia, Pisam Giardini, 1978;
- La linguistica sincronica, Torino, Boringhieri, 1979;
- Dal latino all'italiano moderno: saggio di storia linguistica e culturale, Bologna, Zanichelli, 1981;